# Phrygile à tête noire
Phrygilus atriceps
Pour les articles homonymes, voir Phrygile.
Espèce
Statut de conservation UICN

 LC  : Préoccupation mineure
Le Phrygile à tête noire (Phrygilus atriceps) est une espèce de passereaux appartenant à la famille des Thraupidae.

## Répartition
Cet oiseau vit dans la puna (du sud-est du Pérou au nord-ouest de l'Argentine).